# Séreilhac
Séreilhac (tiếng Occitan: Cerelhac) là một xã của tỉnh Haute-Vienne, thuộc vùng Nouvelle-Aquitaine, miền trung nước Pháp.